# Kenneth Bianchi
Kenneth Alessio Bianchi (nascido em 22 de maio de 1951) é um assassino em série estadunidense. Bianchi junto com o seu primo, Angelo Buono Jr., ficaram conhecidos como The Hillside Stranglers, algo como Os Estranguladores de Hillside. Atualmente está preso em Washington.

## Vida pessoal
Bianchi nasceu em Rochester, Nova York. Sua mãe biológica era uma prostituta alcoólatra que o entregou para adoção assim que ele nasceu. Ele foi adotado em três meses por Frances Scioliono e Nicholas Bianchi,em Rochester.
Bianchi tinha muitos problemas, já cedo foi descrito por sua mãe adotiva como "um mentiroso compulsivo". Após a morte de Nicholas, Frances saiu para trabalhar enquanto seu filho estudava na escola secundária.
Pouco depois Bianchi formar se no colégio Gates-Pimenta, em 1971, Bianchi se casou com sua namorada do colégio, a união terminou depois de oito meses. Supostamente, ela saíra de casa sem explicação. Já adulto ele abandonou a faculdade após um semestre e começou uma série de trabalhos braçais, terminando finalmente como um guarda de segurança de uma loja de jóias. Isso deu a ele uma boa oportunidade de roubar objetos de valor. Bianchi dava os objetos de valores às suas namoradas para comprar sua lealdade. Ele tinha uma série ambição para ser policial, mas sua aspiração foi frustrada por sua falta de educação formal.
Devido aos seus roubos, Bianchi estava sempre em mudança de um lugar ao outro. Isso ocorreu até ele chegar em Los Angeles no ano de 1977, começando assim a sair com seu primo Angelo Buono, ficando impressionado com o modo como este se vestia e com as joias que ostentava. Antes disso, ele trabalhava como proxeneta e, mais tarde, em 1977, foi estendido ao assassinato. Ele tinha estuprado e assassinado 10 mulheres na época em que foi preso, no inicio do ano de 1979.
Suas vitimas:
-Yolanda Washington, de 19 anos - 17 de outubro de 1977
-Judith Miller Lynn, de 15 anos - 31 de outubro de 1977
-Lissa Kastin, 21 anos - 06 de novembro de 1977
-Jane King, 28 anos - 10 de novembro de 1977
-Dolores Cepeda, de 12 anos - 13 novembro 1977
-Sonja Johnson, 14 anos - 13 de novembro de 1977
-Kristina Weckler, 20 anos de idade - 20 novembro 1977
-Lauren Wagner, de 18 anos - 29 novembro 1977
-Kimberely Martin, de 17 anos - 09 de dezembro de 1977
-Cindy Lee Hudspeth, 20 anos de idade - 16 fevereiro 1978
-Karen Mandic, de 22 anos - 11 de janeiro de 1979
-Diane Wilder, 27 anos - 11 de janeiro de 1979

## Os assassinatos
Bianchi e Buono geralmente passeavam por Los Angeles no carro de Buono e usavam identidade falsa para perseguir garotas fantasiados de policiais. Eles obrigavam as garotas a entrar no "carro de polícia" de Buono e as levavam para casa para torturá-las e então matá-las.
Após sofrerem abusos de Bianchi e Buono, as garotas seriam estranguladas. Outros métodos para matá-las, tais como o de injeção letal, choque elétrico e envenenamento por monóxido de carbono, foram usados pelos homens, mas eles eram a favor do estrangulamento.
As garotas eram assassinadas e depois de os corpos serem descobertos, Bianchi apresentava-se ao trabalho no departamento de polícia de Los Angeles para participar das diversas rondas com os outros membros da polícia, eles procuravam pelos assassinos da Montanha.
Uma noite, Bianchi revelou a Buono que ele tinha atendido as rondas da polícia, por este motivo, ele estava sendo frequentemente questionado sobre o caso de estrangulamento. Especula-se que naquele momento Buono ameaçou matar Bianchi caso ele não voasse para Bellingham, em Washington.
Em maio de 1978, ele voou para Bellingham, levando sua namorada e seu filho juntos para viverem lá. No dia 11 de janeiro de 1979, Bianchi atraiu duas jovens estudantes da Western Washington University para a casa onde ele estava morando. Ele forçou a primeira estudante a descer a escada, logo à sua frente, para estrangulá-la. Ele assassinou a segunda garota de modo similar. Sem a ajuda de seu parceiro, ele deixou muitas provas e a polícia o prendeu no dia seguinte.